# ジャック・プール
ジャック・プール（Jack Poole、1933年4月14日 - 2009年10月23日）は、カナダのサスカチュワン州モートラック出身の実業家。バンクーバーオリンピック招致委員会の委員長として2010年の冬季オリンピックをカナダのバンクーバーに誘致することに成功した。
孫にメジャーリーグベースボールのセントルイス・カージナルスに所属するブレイク・ホークスワースとフォックス放送のレポーター、エリン・ホークスワースがいる。
2009年10月23日の真夜中にすい臓がんでブリティッシュコロンビア州のバンクーバーにて亡くなっている。ギリシャのオリンピア遺跡のヘラ神殿にてバンクーバーオリンピックに向けてオリンピック聖火が採火されて数時間後のことであった。